# Palm OS

Palm OS – system operacyjny dla palmtopów. Pierwsze modele palmtopów pracujących w Palm OS pojawiły się w 1996 roku (Pilot 1000). Na początku producentem Pilotów była firma 3Com. Później urządzenia firmy 3com nazwano Palm Pilot, następnie w wyniku przekształceń w 3com wydzielona została firma Palm Computing zajmująca się tylko palmtopami.
Palm udzielił licencji na Palm OS innym firmom i przez dłuższy okres system ten był wiodącym na rynku palmtopów. W gronie producentów komputerów naręcznych pracujących w oparciu o ten system operacyjny wymienić można takie firmy jak Handspring (Visor), TRG, IBM (Workpad c3), Sony (Clié), Tapwave (Zodiac). Palm OS można spotkać również w innych urządzeniach, takich jak np. telefony komórkowe (Kyocera) lub urządzeniach wyspecjalizowanych firmy Symbol (logistyka, magazyny). Pojawił się też zegarek (Abacus firmy Fossil), będący w istocie zminiaturyzowanym palmtopem z systemem Palm OS (w wersji 4.1).
Palm (poza nielicznymi wyjątkami jak np. Treo) nie posiada klawiatury, wprowadzanie tekstu odbywa się dzięki dotykowemu ekranowi, rysikowi i specjalnemu opatentowanemu programowi do rozpoznawania pisma odręcznego Graffiti.
Graffiti opiera się na rozpoznawaniu specjalnych uproszczonych znaków alfanumerycznych przypominających litery, jednak na tyle uproszczone, że umożliwiają dość szybkie wpisywanie tekstu.
Do palmtopów można dołączyć (poprzez kabel, podczerwień lub Bluetooth) także zewnętrzne klawiatury przydatne przy wprowadzaniu dłuższych tekstów. Na obudowie Palma znaleźć można przeważnie cztery przyciski służące do uruchamiania wybranych aplikacji. Standardowo uruchamiają one wbudowane aplikacje: Date Book (terminarz), Address Book (kontakty), ToDo (zadania) oraz Memo Pad (notatnik). Po zakończeniu pracy z programem można powrócić do Launchera naciskając ikonę domku na ekranie dotykowym. Pozostałe przyciski to klawisze kursora (strzałka w górę i w dół) oraz wyłącznik, po dłuższym przyciśnięciu aktywujący także podświetlenie ekranu.
Palm OS przeszedł długą drogę od pierwszych wersji w urządzeniach z procesorami firmy Motorola do urządzeń z procesorami zgodnymi z architekturą ARM. Mimo że pozostaje systemem stosunkowo mało nowoczesnym, ustępując swojemu bezpośredniemu i największemu konkurentowi, jakim jest Pocket PC (np. brakiem wielozadaniowości), przewyższa go jednocześnie szybkością działania i stabilnością.
Palm OS w specyficzny sposób zarządza pamięcią, nie występuje tu podział na pamięć przeznaczoną do przechowywania danych i pamięć do uruchamiania aplikacji. Dzięki temu przy relatywnie małych ilościach pamięci urządzenia z Palm OS mogą działać bardzo sprawnie. Wadą jest brak ochrony pamięci, co powoduje, że złośliwe aplikacje mogą odczytać wrażliwe dane przechowywane w innych aplikacjach.
Na początku lat 2000. z powodu konkurencji z alternatywną platformą Pocket PC, Palm OS stał się systemem w pełni multimedialnym jak na swoje czasy, dla którego powstała duża liczba aplikacji z praktycznie każdej dziedziny, począwszy od gier poprzez pakiety biurowe, na specjalizowanych aplikacjach medycznych kończąc.
Znaczącą cechą Palm OS jest duża kompatybilność, nawet z najstarszymi aplikacjami, co może być ważne dla osób, które nie chcą rozstawać się z ulubionymi programami przy zakupie nowego palmtopa.